# Família disfuncional

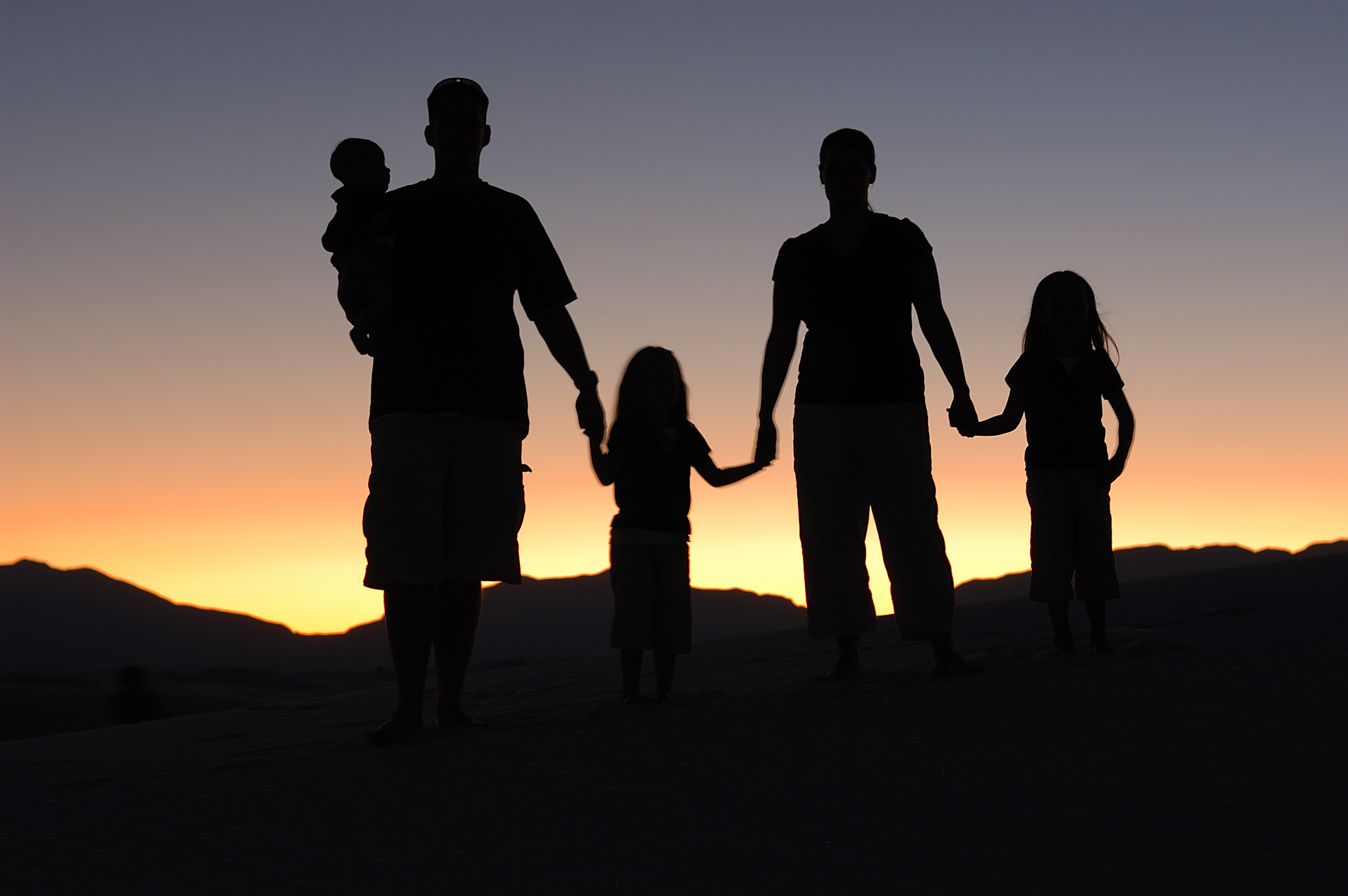
Uma família disfuncional afeta os laços familiares e gera conflitos no mesmo espaço familiar.

A família disfuncional é uma Família na qual conflitos, comportamentos inadequados e, frequentemente, negligência infantil ou abuso por parte de um ou mais responsáveis ocorrem de forma contínua e regular. Crianças que crescem em tais famílias podem considerar essa situação normal. Famílias disfuncionais são, em sua essência, resultado de dois adultos, sendo um tipicamente abusivo de maneira ostensiva e o outro codependente, podendo também ser afetadas por abuso de substâncias ou outras formas de dependência, ou, às vezes, por uma doença mental não tratada. Pais que cresceram em uma família disfuncional podem supercompensar ou emular seus próprios genitores. Em alguns casos, o genitor dominante abusará ou negligenciará seus filhos e o outro genitor não se oporá, enganando a criança para que assuma a culpa.

## Exemplos
Membros de famílias disfuncionais têm características e padrões de comportamento comuns como resultado de suas experiências dentro da estrutura familiar. Isso tende a reforçar o comportamento disfuncional, seja por meio de viabilização ou perpetuação. A unidade familiar pode ser afetada por uma variedade de fatores.

### Características que famílias disfuncionais possuem

#### Quase universais
Algumas características são comuns à maioria das famílias disfuncionais:
- Falta de empatia, compreensão e sensibilidade em relação a certos membros da família, enquanto se expressa extrema empatia ou apaziguamento em relação a um ou mais membros que possuem necessidades especiais reais ou percebidas. Em outras palavras, um membro da família recebe continuamente muito mais do que merece, enquanto outro é marginalizado.
- Negação (recusa em reconhecer comportamentos abusivos, possivelmente acreditando que a situação é normal ou até benéfica; também conhecido como o "elefante na sala".)
- Limites inadequados ou inexistentes (por exemplo, tolerar tratamento inapropriado de outros, não expressar o que é aceitável ou inaceitável, tolerância a abuso físico, emocional ou abuso sexual, como contato físico que a outra pessoa não deseja; quebrar promessas importantes sem causa justificada; violar propositalmente um limite que outra pessoa tenha expressado.)
- Extremos no conflito (ou excesso de discussão/brigas ou argumentação pacífica insuficiente entre os membros da família.)
- Tratamento desigual ou injusto de um ou mais membros da família devido à sua ordem de nascimento, gênero (ou identidade de gênero), idade, orientação sexual, papel na família (mãe, etc.), habilidades, raça, casta, etc. (pode incluir apaziguamento frequente de um membro em detrimento dos demais ou aplicação inconsistente/injusta de regras.)

#### Não universais
Embora não sejam universais entre famílias disfuncionais, e de forma alguma exclusivas a elas, as seguintes características são típicas:
- Níveis anormalmente altos de ciúme ou outros comportamentos de controle abusivo.
- Conflito influenciado pelo estado civil:
  - Entre pais separados ou divorciados, geralmente relacionado ao término do relacionamento.
  - Conflito entre pais que permanecem casados, muitas vezes pelo bem percebido dos filhos, mas cuja separação ou divórcio removeria de fato uma influência prejudicial sobre essas crianças (avaliação caso a caso, pois a separação pode prejudicar as crianças).
  - Pais que desejam se divorciar, mas não podem devido a razões financeiras, sociais (incluindo religiosas) ou legais.
- Crianças com medo de falar (dentro ou fora da família) sobre o que acontece em casa, ou que de outra forma temem seus pais.
- Comportamento sexual anormal como adultério, promiscuidade ou incesto.
- Falta de tempo passado em conjunto, especialmente em atividades recreativas e eventos sociais ("Nunca fazemos nada em família.").
- Pais que insistem tratar seus filhos de maneira justa e equitativa, quando isso não ocorre.
- Membros da família (incluindo crianças) que deserdam uns aos outros ou se recusam a ser vistos juntos em público (unilateralmente ou bilateralmente).
- Crianças de pais com transtorno por uso de substâncias ou que praticam bebedeiras têm maior tendência a desenvolver transtornos de uso de substâncias na vida adulta.[3]

### Exemplos específicos
Existem certas situações em que as famílias podem se tornar disfuncionais devido a exemplos situacionais específicos. Alguns incluem dificuldade de integração em uma nova cultura, tensão na relação entre família nuclear e extensa, crianças em fase de rebelião e diferenças ideológicas em sistemas de crenças.

### Lista de verificação
O programa Filhos adultos de alcoólatras inclui uma "Lista de Verificação", literatura central do programa. Essa lista contém 14 afirmações relacionadas a ser um filho adulto de pais com dependência de álcool. Essas afirmações fornecem comentários sobre como as crianças foram afetadas pelo trauma de ter pais alcoólatras. Alguns destaques incluem "confundir amor e pena", "ter baixa autoestima" e "perda de identidade". A Lista de Verificação é uma ferramenta útil em terapia de grupo para mostrar às famílias que não estão sozinhas em suas lutas. Filhas de pais alcoólatras têm risco aumentado de desenvolver depressão. Filhos homens de alcoólatras têm risco significativamente maior de desenvolver transtorno por uso de substâncias.

## Parentalidade

### Sinais de práticas não saudáveis
Sinais de parentalidade não saudáveis, que podem levar uma família a se tornar disfuncional, incluem:
- Expectativas irreais
- Ridicularização[6]
- Amor condicional[6]
- Desrespeito;[6] especialmente desprezo.
- Intolerância emocional (membros da família não podem expressar as emoções "erradas").[6]
- Disfunção social ou isolamento[6] (por exemplo, pais relutantes em se relacionar com outras famílias — especialmente com crianças de mesma idade e gênero — ou não fazem nada para ajudar seu filho "sem amigos").
- Interrupção da fala (crianças não podem discordar ou questionar autoridade).[6]
- Negação de uma "vida interior" (crianças não podem desenvolver seus próprios sistemas de valores).[6]
- Ser subprotetor ou superprotetor.
- Apatia ("Eu não me importo!")
- Rebaixamento ("Você não acerta nada!")
- Vergonha ("Vergonha na sua cara!")
- Amargura (independente do que é dito, com tom de voz amargo).
- Hipocrisia ("Faça o que eu digo, não o que eu faço."')
- Falta de perdão para pequenos erros ou acidentes.
- Afirmações de julgamento ou demonização ("Você é um mentiroso!")
- Ser excessivamente crítico e reter elogios adequados. (Especialistas dizem que 80–90% de elogios e 10–20% de críticas construtivas é o mais saudável.)[7][8]
- Dupla mensagem ou "sinalização mista" por ter um sistema de valores duplo (ex.: um conjunto de valores para o mundo exterior e outro em privado, ou ensinar valores divergentes a cada filho).
- O genitor ausente (raramente disponível para o filho devido a sobrecarga de trabalho, abuso de álcool/drogas, jogo patológico, ou outras dependências).
- Projetos, atividades e promessas não cumpridos que afetam as crianças ("Faremos depois.")
- Dar a um filho algo que pertence a outro.
- Preconceito de gênero (tratar um gênero de filhos de forma justa; outro de forma injusta).
- Discussão e exposição à sexualidade: tanto excesso e prematuridade quanto carência e atraso.
- Disciplina falha baseada mais em emoções ou política familiar do que em regras estabelecidas (ex.: punição improvisada).
- Ter estado emocional imprevisível devido a abuso de substâncias, transtorno de personalidade ou estresse psicológico.
- Pais sempre (ou nunca) defendem seus filhos quando relatado mau comportamento ou problemas na escola.
- Bode Expiatório (culpar deliberadamente uma criança pelos erros de outra).
- Visão de túnel no diagnóstico dos problemas dos filhos (por exemplo, pensar que o filho é preguiçoso ou tem dificuldades de aprendizagem após atraso escolar devido a doença).
- Irmãos mais velhos com autoridade desproporcional sobre os mais novos, considerando a diferença de idade e nível de maturidade.
- Recusa frequente de consentimento (bênção|"bênção") para atividades culturalmente comuns, legais e apropriadas para idade que a criança deseja participar.
- "Sabe-tudo" (não considera a versão da criança ao acusar ou ouvir opiniões em assuntos que a afetam).
- Forçar regularmente crianças a participar de atividades para as quais estão extremamente acima ou abaixo de sua qualificação (ex.: usar creche para vigiar menino de nove anos, levar criança a jogos de pôquer, etc.).
- Ser miser em totalidade ou permitir seletivamente que necessidades das crianças fiquem sem atendimento (ex.: pai que não compra bicicleta ao filho para economizar para aposentadoria).
- Desacordo sobre natureza e criação (pais culpam a hereditariedade pelos problemas, quando a criação falha pode ser a causa real).

### Estilos disfuncionais

#### "Crianças como peões"
Um comportamento parental disfuncional comum é a manipulação psicológica de uma criança para alcançar um resultado contrário aos direitos ou interesses do outro genitor. Exemplos incluem espalhar fofoca sobre o outro genitor, comunicar-se com ele por meio da criança (expondo-a à ira do outro pai), tentar obter informações por meio de espionagem ou levar a criança a desgostar do outro genitor, sem preocupação pelos danos causados. Embora frequente em situações de guarda compartilhada originadas de separação ou divórcio, também ocorre em famílias intactas, conhecido como triangulação.

#### Outros estilos disfuncionais
- "Usando" (pais narcisistas que governam por medo e amor condicional).
- Abusando (pais que usam violência física, abuso psicológico, ou abuso sexual infantil).
- Perfeccionismo (fixação em ordem, prestígio, poder ou aparências perfeitas, impedindo a criança de falhar).
- Dogmático ou tipo seita (disciplina rígida e inflexível, sem permitir dissensão razoável ou desenvolvimento de sistema de valores próprio).
- Paternidade desigual (extremos de atenção a um filho, ignorando continuamente outro).
- Privação (controle ou negligência infantil por reter amor, apoio, necessidades, simpatia, elogio, atenção, supervisão, ou colocando em risco o bem-estar das crianças).
- Abuso entre irmãos (pais que não intervêm quando um irmão abusa física ou sexualmente de outro).
- Abandono (pai que se separa voluntariamente e não mantém contato, deixando-os como órfãos).
- Apaziguamento (pais que recompensam comportamento ruim e punem comportamento bom para manter a paz).
- Manipulação de lealdade (atenção exagerada ao filho rebelde para garantir lealdade, ignorando o filho leal).
- "Helicopter parenting" (pais microgerenciamento das vidas dos filhos ou conflitos entre irmãos).
- "Os enganadores" (pais bem vistos na comunidade que abusam ou maltratam filhos).
- "Gestor de imagem" (avisam filhos de não divulgar conflitos ou abuso, sob pena de punição).
- "O pai paranoico" (medo irracional e acusação falsa de que a criança faz algo errado).
- "Proibido ter amigos" (pais que desencorajam ou proíbem amizades).
- Inversão de papéis (pais que esperam que filhos cuidem deles).
- "Não é da sua conta" (irmãos ignoram problemas do outro).
- Ultra-igualitarismo (crianças tratadas com regras divergentes sem critério).
- "O cão de guarda" (pai que ataca defensivamente por causa do cônjuge).
- "Meu bebê para sempre" (pai que não permite independência).
- "O animador" (um pai incentiva o outro a abusar).
- "A bordo" (pai relutante de família reconstituída ou adotiva sem cuidado real).
- "O político" (pai que promete sem intenção de cumprir).
- "É proibido" (rejeitam perguntas sobre sexualidade, gravidez, puberdade, nudez, etc.).
- Paciente identificado (criança mandada a terapia enquanto a disfunção geral é oculta).
- Síndrome de Münchausen por procuração (situação extrema de adoecimento intencional da criança).

## Dinâmica
Coalizões são subsistemas dentro das famílias com limites mais rígidos e são consideradas sinais de disfunção familiar.
- O membro isolado (pai ou filho em oposição ao restante da família).
- Pai vs. pai (brigas frequentes entre adultos, casados, divorciados ou separados, longe das crianças).
- Família polarizada (um pai e um ou mais filhos de cada lado do conflito).
- Pais vs. filhos (conflito intergeracional, fenda geracional ou choque cultural).
- Família balkanizada (referência às guerras nos Bálcãs com alianças voláteis).
- Livre para todos (família que briga em "vale tudo", podendo se polarizar se as opções forem limitadas).

## Crianças
Diferente do divórcio, e em menor grau da separação, geralmente não há registro de uma família "intacta" sendo disfuncional. Assim, amigos, parentes e professores podem não perceber a situação. Além disso, uma criança pode ser injustamente culpada pela disfunção familiar, sofrendo ainda mais estresse que crianças de famílias separadas.

### Papéis básicos
Crianças em famílias disfuncionais costumam adotar ou receber um ou mais dos seguintes seis papéis:
- O Filho Dourado (ou Herói/Supercriança): busca alto desempenho acadêmico ou esportivo para escapar do ambiente disfuncional, agradar aos pais ou se proteger de críticas.
- O Filho Problemático (ou Rebelde/Portador da Verdade):[12] causa problemas na família ou age para desviar a atenção de outro membro.
  - Variante: o Bode Expiatório, que recebe injustamente a culpa pelos problemas familiares, apesar de muitas vezes ser o mais estável.
- O Cuidador: assume o bem-estar emocional da família, atuando como figura parental.
- O Filho Perdido (ou Criança Passiva):[13] é introvertido, discreto e tem suas necessidades ignoradas.
- O Mascote (ou Palhaço da Família):[14] usa o humor para desviar a atenção da disfunção.
- O Mestre-de-cerimônias: oportunista que explora falhas alheias para benefício próprio.

### Efeitos nas crianças
Crianças de famílias disfuncionais podem exibir comportamentos inapropriados para sua fase de desenvolvimento devido a sofrimento psicológico. Podem apresentar imaturidade ou amadurecimento precoce, e demonstrar vínculos afetivos não saudáveis aprendidos de seus pais.
Esse ambiente pode levar a problemas de saúde mental, como depressão e ansiedade. Além disso, há risco aumentado de automutilação e comportamentos problemáticos. Podem desenvolver dependência de substâncias e transtornos aditivos comportamentais, como jogos de azar, pornografia e gastos compulsivos.
Também estão em risco de desenvolver transtornos alimentares, como anorexia nervosa ou distúrbio da compulsão alimentar.
Podem ter dificuldades em relações interpessoais devido a timidez, transtornos de personalidade ou transtorno de estresse pós-traumático. Podem rebelar-se contra autoridade ou defender valores familiares sob pressão dos pares. Podem ainda perder autodisciplina quando sozinhos ou desenvolver procrastinação.
Podem passar muito tempo em atividades sem interação social presencial. E podem adotar comportamentos agressivos, como bullying ou assédio, ou tornar-se vítimas. Esses papéis geralmente resultam em baixa autoestima, isolamento e dificuldade de expressar emoções.
A falta de estrutura parental e influências positivas pode levar jovens à delinquência juvenil ou a transtorno desafiador opositivo. E podem envolver-se em crimes ou gangues.
Comportamentos disfuncionais também se manifestam em casos de abuso sexual precoce, podendo levar a comportamentos pedófilos ou a tornar-se ofensor sexual. Um estudo de 1999 mostrou que crianças com experiência de abuso sexual eram mais propensas a sofrer violência familiar, fugir, usar substâncias e ter familiares com problemas de álcool ou drogas. Podem também ficar em situação de pobreza ou sem-teto.
Problemas de socialização podem levar a queda no desempenho acadêmico. E podem desenvolver desconfiança ou paranoia. Tais indivíduos também correm maior risco de relações instáveis, gravidez na adolescência ou paternidade/maternidade não planejada.
Comportamentos disfuncionais podem perpetuar-se em relações futuras. Indivíduos de lares disfuncionais podem transmitir hábitos de substâncias, métodos de resolução de conflitos e limites sociais aprendidos. Essas inadequações podem levar a comportamentos autodefensivos e dificuldade em autocuidado e estratégias de enfrentamento eficazes.